# Morph the Cat
Morph the Cat är Steely Dan-medlemmen Donald Fagens tredje soloalbum, utgivet 2006.

## Låtlista
1. "Morph the Cat" - 6:49
2. "H Gang" - 5:15
3. "What I Do" - 6:02
4. "Brite Nitegown" - 7:17
5. "The Great Pagoda of Funn" - 7:40
6. "Security Joan" - 6:10
7. "The Night Belongs to Mona" - 4:18
8. "Mary Shut the Garden Door" - 6:29
9. "Morph the Cat (Reprise)" - 2:54
10. "Rhymes" (bonusspår, endast på nedladdade album)